# Lalm
Lalm är en tätort i Vågå kommun i Innlandet fylke i Norge. Orten ligger i landskapet Gudbrandsdalen, vid riksväg 15 och älven Otta, sydöst om kommunens centralort Vågåmo.

## Bilder

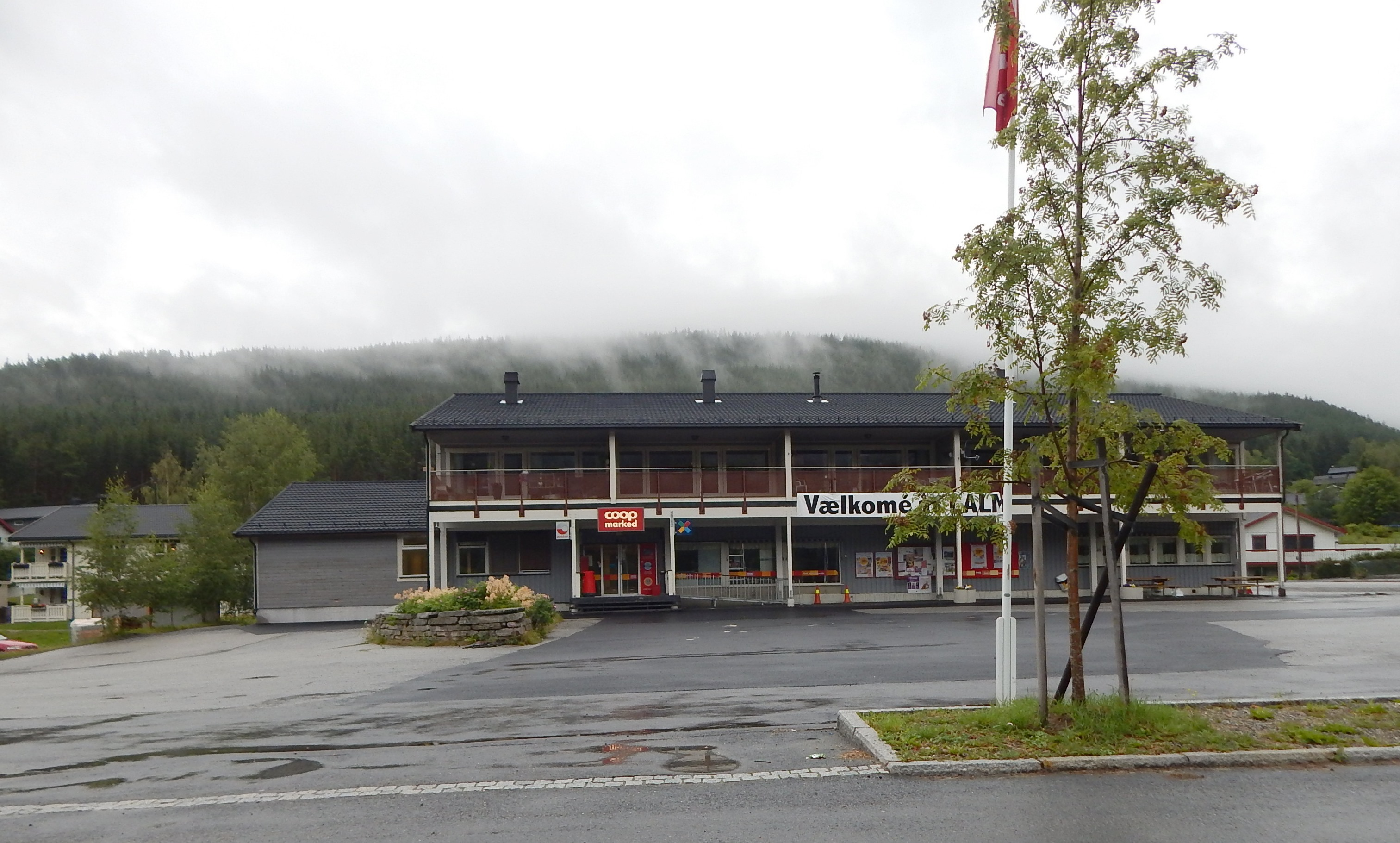
Coop i Lalm.
Minnesmärke efter tidigare översvämningar.